# Диалекты кашубского языка

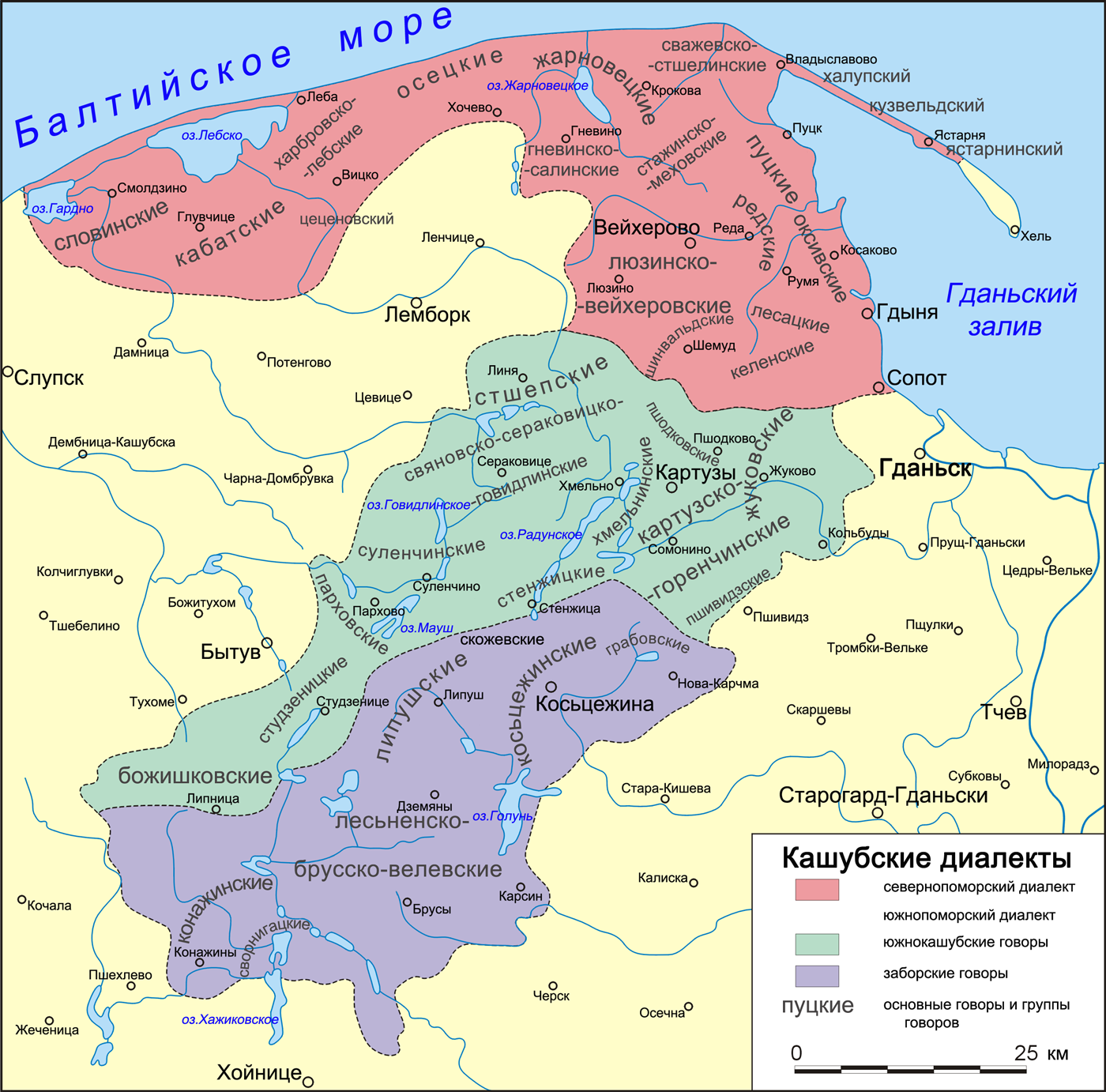
Карта кашубских диалектов Ф. Лоренца (первая половина XX века)

Диале́кты кашу́бского языка́ (кашуб. kaszëbsczé dialektë) — территориальные разновидности кашубского языка, распространённые в Кашубии (в северных и центральных районах Поморского воеводства). Выделяется четыре основных диалектных района: наиболее архаичный северный, инновационный средний и испытавший значительное польское влияние южный, который делится на юго-западную и юго-восточную части.
Для кашубского языка характерна значительная диалектная дробность. На сравнительно небольшой территории, охватываемой кашубским ареалом, распространено большое число говоров, в которых отмечаются диалектные различия на всех языковых уровнях.

## Классификация
Впервые классификация кашубских диалектов была предложена в первой половине XIX века А. Ф. Гильфердингом, он разделил их на словинские и кашубские, выделяя в кашубских померанские и западнопрусские:
1. Говоры словинцев и кашубов в прусской провинции Померания, вымершие в XX веке:
  - Говоры словинцев (Гардна Велька (кашуб. Wiôlgô Garnô), Клюки (кашуб. Klëczi), Смолдзино (кашуб. Smôłdzëno));
  - Говоры кабатков (Глувчице (кашуб. Główczëce), Ровы (кашуб. Rowë));
2. Говоры кашубов в Померании:
  - Говоры на побережье Лебского озера (Избица (кашуб. Jizbica), Леба (кашуб. Łeba));
  - Говоры к востоку от Лебского озера (Харброво (кашуб. Charbrowò, Chabrowò), Сарбск (кашуб. Sôrbsk, Осеки (кашуб. Òséki));
  - Говоры в окрестностях Бытува (кашуб. Bëtowò) (Гжмёнца (кашуб. Grzëmiéńc), частично в Чарна Домброва (кашуб. Czôrnô Dąbrowa, Реково (кашуб. Rekòwò));
3. Говоры кашубов в Западной Пруссии (Жарновец (кашуб. Żarnówc, Żarnowc), Сважево (кашуб. Swôrzewò), Халупы (кашуб. Chałëpë), Вейхерово (кашуб. WejrowòWejrowò), Картузы (кашуб. Kartuzë), Стенжица (кашуб. Stãżëca), Косьцежина (кашуб. Kòscérzna), Лесьно (кашуб. Lesno), Скаршевы (кашуб. Skarszewò)).

В начале XX века подробную классификацию кашубских диалектов составил Ф. Лоренц (поморских в терминологии Ф. Лоренца), разделив их на две основные диалектные группы: севернопоморскую (pomorszczyzna północna) и южнопоморскую (pomorszczyzna południowa). В севернопоморском диалекте им были выделены две группы говоров, словинская (słowińszczyzna), говоры которой в ряде мест уже были вымершими, и севернокашубская (kaszubszczyzna północna), в которой большинство северо-западных кашубских говоров отмечены как вымирающие. В южнопоморском диалекте были выделены южнокашубские (kaszubszczyzna południowa), переходные кашубско-заборские (przejściowe narzecza kaszubsko-zaborskie) и заборские (zaborszczyzna) группы говоры. Кашубский и польский разделены переходными кочевско-заборскими (dialekty przejściowe kociewsko-zaborskie) и боровяцко-заборскими говорами (dialekty przejściowe borowiacko-zaborskie). Всего Ф. Лоренц отмечал более 20 групп разного иерархического уровня, включающих свыше 70 говоров.
Севернопоморский диалект.
1. Словинские говоры (западный (гарднинский) и восточный (смолдзинский));
2. Севернокашубские говоры:
  - Северо-западные кашубские говоры (глувчицкий (говор кабатков), цеценовский, осецкий, гневинско-салинский, гурский, люзинско-вейхеровский и другие);
  - Северо-восточные кашубские говоры (быляцкие говоры — ястарнинский, халупский, сважевско-стшелинский, пуцкий городской, оксивский и другие, небыляцкие говоры — жарновецкий, пуцкий сельский, редский и другие, смешанные быляцко-небыляцкие говоры (румский, витоминский и другие);
  - Восточные кашубские говоры (лесацкий, келенский, хвашчинский, сопотский и другие);
  - Севернокашубские говоры Стшепча (темпчский и глодовский);

Южнопоморский диалект.
1. Южнокашубские говоры:
  - Западнокашубские говоры (стшепский и свяновско-сераковско-говидлинский);
  - Пшедковский говор;
  - Среднекашубские говоры (жуковский, гжибенский, хмеленский, картузско-горенчинский, пшивидзский и другие);
  - Юго-восточные кашубские говоры (оливский, бжезенский, чапельский и другие);
  - Суленчинский говор;
  - Парховский говор;
  - Юго-западные кашубские говоры (студзеницкий, незабышевско-бжезенский и божишковский);
2. Переходные Кашубско-Заборские говоры:
  - Западные говоры (стенжицкий и шенбарский);
  - Восточные говоры (сикорский, клобучинский и другие);
3. Заборские говоры:
  - Севернозаборские говоры (грабовский, косьцежский, скожевский, липушский и другие);
  - Южнозаборские говоры (лесьненско-брусско-велевский, своженский и конарский);

Авторами атласа кашубского языка, составленного в 1964—1978 годах, были выделены следующие диалектные зоны:
1. Севернокашубская, отличающаяся архаичными чертами:
  - Говоры северо-востока (Пуцкий повят), в их составе обособлены говоры полуострова Хель;
  - Говоры юго-запада (Вейхеровский и частично Пуцкий повяты);
2. Среднекашубская (Картузский повят, частично Вейхеровский и Косцежский повяты), характеризующаяся рядом инноваций;
3. Южнокашубская, подвергшаяся влиянию польских диалектов:
  - Юго-западные говоры (частично Бытувский и Хойницкий повяты);
  - Юго-восточные говоры (частично Косцежский и Хойницкий повяты), наиболее сильно полонизированные;

Северные, центральные и южные говоры пересекаются западнокашубской (сохраняющей архаизмы, в том числе и на юге) и восточнокашубской (в восточной части среднекашубского диалектного массива, отличающейся наличием инноваций) диалектными зонами.

## Диалектные различия
Для кашубских диалектов характерно языковое единство, их языковые черты противопоставлены как чертам соседних с ними великопольских говоров, так и с чертами польского литературного языка. В то же время кашубские диалекты отличаются друг от друга рядом языковых особенностей, самые крупные обособленные ареалы кашубского языка — северные, центральные и южные. Современный севернокашубский диалектный массив сохраняет древние черты, объединяющие его с другими поморскими диалектами, в том числе с вымершими в XX веке говорами словинцев и кабатков, а также с полабским языком. К ним относятся такие, как правило, лексикализованные фонетические черты, как наличие неметатизированных сочетаний *tort, сохранение мягкости перед *ŕ̥ и другие. В южнокашубском диалектном массиве прослеживается влияние севернопольских говоров вплоть до того, что нередко в них могут отсутствовать некоторые типичные кашубские черты. В среднекашубском диалекте могут быть распространены диалектные явления севера или юга, а также собственные черты.
Помимо отсутствия метатезы в сочетании *tort в севернокашубских говорах, противопоставленного метатезированным сочетаниям *tort в среднекашубских и южнокашубских говорах, в области фонетики наиболее ярко различия кашубских диалектов проявляются в ударении. Для севернокашубских говоров характерно подвижное ударение, в среднекашубских ударение закреплено за определённой морфемой, в юго-западных ударение падает на первый слог слова или тактовой группы, в юго-восточных — на предпоследний слог. Кроме того северо-восточные говоры характеризует переход ł в l, в остальных говорах кашубского ареала — переход ł в ṷ. В юго-восточных говорах представлен беглый e (чаще всего в суффиксах ek, ec), отсутствующий в остальных кашубских говорах и т. д.
Имеется ряд морфологических различий. Отсутствие стяженных форм -am и -em спряжений в севернокашубских говорах, а также сохранение на севере живой категории двойственного числа в местоимениях (именительный падеж — ma, родительный падеж — naju, naji, дательный падеж — nama). Для южнокашубских говоров характерно наличие флексии ё в склонении существительных мужского рода в родительном падеже единственного числа (mrozё), в остальных говорах — флексии a, u. Наличие флексии ё в дательном падеже единственного числа в северо-восточных говорах наряду с общими для всех остальных говоров owi / ewi, u (chłopowi, chłopu и chłopё); флексия ã в творительном падеже в северо-западных говорах, противопоставленная флексии em остальной кашубской территории и т. д.
Особым диалектом кашубского языка является словинский, на котором говорили словинцы — одна из субэтнических групп кашубов, исчезнувшая к середине XX века. Они населяли земли между озёрами Лебское и Гардно (к северо-западу от основной территории кашубского этноса). В XIX веке словинский диалект ещё использовался в богослужении, но число носителей словинского быстро сокращалось, словинцы переходили на немецкий язык, уже к началу XX века говорящих на словинских говорах оставалось несколько сотен человек. К западу от них жили представители ещё одной субэтнической группы кашубов — кабатки, их говоры также были ещё в начале XX века на грани вымирания. После Второй мировой войны словинские и кабатские говоры окончательно исчезли. Данные говоры составляли западный ареал севернокашубского диалекта, в них отмечалось сохранение типичных западнолехитских черт (например, *TorT > TarT: warna, *TelT > TloT: mlou̯ko) и наличие таких инноваций, как отсутствие смычки в ʒ < *dj, *g (saza), представленных намного последовательнее, чем в остальных севернокашубских говорах.

## Кашубские диалекты в литературе
Произведения кашубской литературы создаются с влиянием на них того или иного диалекта и до настоящего времени, что связано с отсутствием до конца выработанного наддиалектного стандарта кашубского языка. Жарновецкие говоры северо-восточной группы были положены в основу первой кашубской грамматики Ф. Цейновы, при попытках создания им литературного языка, быляцкие говоры северо-восточной группы отражены в творчестве Я. Джежджона и А. Нецела, южнокашубский велевский и центральный хмеленский говоры — в творчестве И. Дердовского, говоры Любяны и окрестностей Картуз — в творчестве А. Майковского, южнокашубские говоры окрестностей Брус и Хойнице — в творчестве Я. Карновского, среднекашубские говоры, прежде всего западнокартузские — в творчестве Б. Сыхты и Я. Ромпского, в произведениях Я. Трепчика и А. Лабуды к среднекашубским чертам добавлялись севернокашубские.